# Buttersäurepropylester
Buttersäurepropylester ist ein Ester der Buttersäure (Butansäure) und dem Alkohol 1-Propanol. Buttersäurepropylester hat die Summenformel C7H14O2. Bei Zimmertemperatur ist es eine farblose Flüssigkeit, die nach Erdbeere riecht.

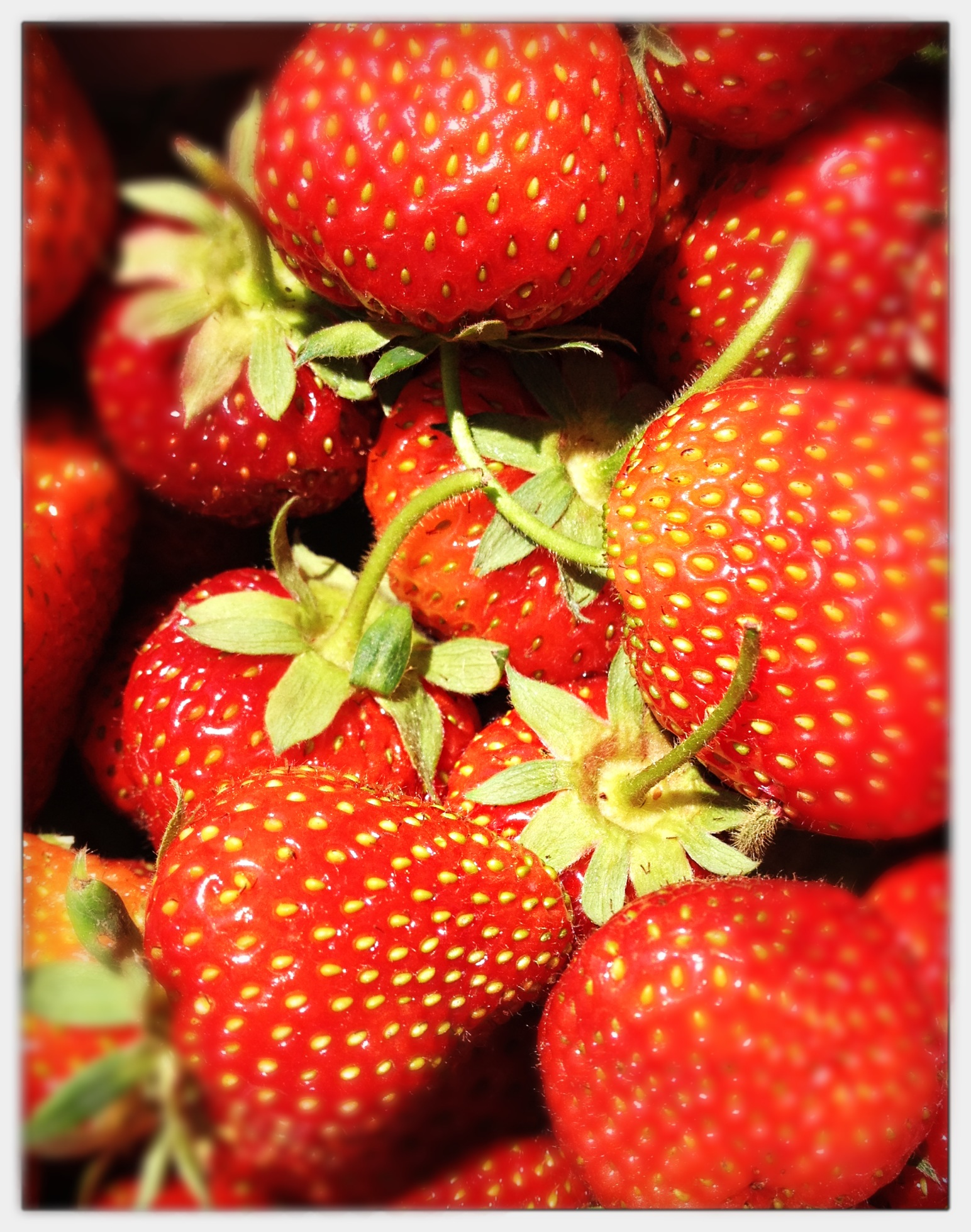
Erdbeeren

## Herstellung
Buttersäurepropylester kann aus 1-Propanol und Buttersäure azeotrope Veresterung hergestellt werden. In einer Gleichgewichtsreaktion reagiert hierbei die Carbonsäure mit dem Alkohol zum entsprechenden Ester und Wasser. Dazu wird im Labormaßstab üblicherweise p-Toluolsulfonsäure als Protonendonator verwendet.

## Verwendung
Buttersäurepropylester wird in Parfums und in Lebensmitteln als Aromastoff verwendet.